# Тингута (Калмыкия)
Тингута — исчезнувшее село в Малодербетовском районе Калмыкии. Село находилось на правом берегу реки Малая Тингута примерно в 9 км к северу от села Плодовитое.

## История
До революции посёлок Тингута входил в Северный аймак Малодербетовского улуса Калмыцкой степи Астраханской губернии.Урочище Тенгута упоминается в Памятной книжке Астраханской губернии на 1914 год при перечислении селений и станций на пути от ставки Малодербетовского улуса к колонии Сарепта. В 1920 году при формирования границ Калмыцкой автономной области эта территория оказалась за её пределами. 
По состоянию на 1928 год входило в состав Красноармейского района Нижневолжского края (с 1930 года - Сталинградский край), село являлось центром Тингутинского сельсовета. В 1931 году передано в состав Сарпинского района Калмыцкой автономной области как имеющие тяготение к последнему. 28 декабря 1943 года калмыки, проживавшие в селе, были депортированы. В 1948 году Тингутинский сельсовет был исключён из учётных данных. Последний раз село обозначено на карте 1964 года.